# Вјетчи
Вјетчи (виј. Việt Trì) је град у Вијетнаму у покрајини Phú Thọ. Према резултатима пописа 2009. у граду је живело 176.349 становника.